# Sandro Provvisionato
Sandro Provvisionato (Milano, 15 gennaio 1951 – Roma, 30 ottobre 2017) è stato un giornalista e scrittore italiano, professionista dal 1979.

## Biografia
Già direttore di Radio città futura, l'emittente della nuova sinistra romana, lavorò 12 anni all'ANSA (da praticante a capo redattore nella redazione politico-parlamentare) per poi passare come inviato speciale e vice-capo della redazione romana a L'Europeo e quindi come capo della cronaca al TG5. Per questa testata diresse anche la redazione inchieste e fu conduttore del telegiornale della notte nonché inviato di guerra (in Kosovo, in Libano e in Iraq). Dal 2000 al 2012, con Toni Capuozzo, fu curatore del settimanale televisivo Terra!, di cui è stato anche conduttore.
Fu direttore del sito misteriditalia.it, della Rivista italiana della Sicurezza e del Ceas (Centro alti studi contro il terrorismo). Vinse diversi premi tra cui Città di Roma (2004), Città di Salerno (2005), Diritti dell'Uomo (2006), Amalfi coast award (2009).
Morì a Roma il 30 ottobre 2017, all'età di 66 anni.

## Controversie
Sandro Provvisionato venne criticato per aver plagiato un articolo del giornalista Emanuele Midolo, ESCLUSIVO – Cable WikiLeaks su Ustica. USA “coinvolti”. Giovanardi tentò di coprire lo scandalo, pubblicato su AgoraVox il 5 settembre 2011 e ripreso da Provvisionato di pari passo senza citarne la fonte, per il mensile La voce delle voci il 14 ottobre successivo. Dal canto suo Provvisionato sostenne che l'assenza di fonti nel suo articolo era dovuta a un errore tipografico.

## Opere
- L'esperienza di «Sport e proletariato», in Sport e società. Problemi e prospettive dello sport in Italia, Roma, Editori Riuniti, 1976.
- Lo sport in Italia. Analisi, storia, ideologia del fenomeno sportivo dal fascismo ad oggi, Roma, Savelli, 1976.
- Sport e pubblico: dieci anni di tifo, in ARCI (a cura dell'), Segnali dallo sport, Milano, Feltrinelli, 1980.
- "Sport e proletariato": un'esperienza (breve) nel 1923, in I signori del gioco. Storia, massificazione, interpretazioni dello sport (con altri autori, Napoli, Liguori, 1982. ISBN 88-207-1001-3.
- La notte più lunga della repubblica. Sinistra e destra, ideologie, estremismi, lotta armata. 1968-1989, con Adalberto Baldoni, Roma, Serarcangeli, 1989.
- Misteri d'Italia. [50 anni di trame e delitti senza colpevoli], Roma-Bari, Laterza, 1993. ISBN 88-420-4210-2.
- Segreti di mafia, Roma-Bari, Laterza, 1994. ISBN 88-420-4359-1.
- Giustizieri sanguinari. I poliziotti della Uno bianca. Un altro mistero di Stato, Napoli, Pironti, 1995. ISBN 88-7937-145-2.
- Il mostro, il giudice e il giornalista. Trent'anni di errori e complicità tra magistratura e stampa, con Gian Paolo Rossetti, Roma, Theoria, 1996. ISBN 88-241-0484-3.
- Corruzione ad alta velocità. Viaggio nel governo invisibile, con Ferdinando Imposimato e Giuseppe Pisauro, Roma, Koinè nuove edizioni, 1999. ISBN 88-87509-03-4.
- Uck: l'armata dell'ombra. L'Esercito di liberazione del Kosovo. Una guerra tra mafia, politica e terrorismo, Roma, Gamberetti, 2000. ISBN 88-7990-019-6.
- Il giallo del Petruzzelli. 27 ottobre 1991 - 27 ottobre 2000, S. Maria degli Angeli, Assisi, Porziuncola, 2000.
- A che punto è la notte?, con Adalberto Baldoni, Firenze, Vallecchi, 2003. ISBN 88-8427-063-4.
- Servizi segreti e misteri italiani. 1876-1998, con Vittorio Di Cesare, Sesto Fiorentino, Editoriale Olimpia, 2004. ISBN 88-253-0056-5.
- La banda della Magliana: soldi, sangue e misteri, in:  AA.VV., Nera, maledetta nera, Milano, RCS Periodici, 2004, SBN RAV2162112.
- Vaticano rosso sangue. Dalle trame dell'Agente G al rapimento di Emanuela Orlandi. Cento anni di casi irrisolti all'ombra di San Pietro, con Vittorio Di Cesare, Sesto Fiorentino, Editoriale Olimpia, 2006. ISBN 88-253-0117-0.
- Doveva morire. [Chi ha ucciso Aldo Moro. Il giudice dell'inchiesta racconta], con Ferdinando Imposimato, Milano, Chiarelettere, 2008. ISBN 978-88-6190-025-7; 2009. ISBN 978-88-6190-055-4.
- Anni di piombo. [Sinistra e destra: estremismi, lotta armata e menzogne di Stato dal Sessanto a oggi], con Adalberto Baldoni, Milano, Sperling & Kupfer, 2009. ISBN 978-88-200-4580-7.
- Attentato al Papa. [Il mistero Alì Agca, la scomparsa di Emanuela Orlandi, la strage delle guardie svizzere. Il più grande intrigo tra le mura vaticane], con Ferdinando Imposimato, Milano, Chiarelettere, 2011. ISBN 978-88-6190-120-9.
- Il caso Lavorini. Il tragico rapimento che sconvolse l'Italia. Ed. Chiarelettere (2019)